# Smeller

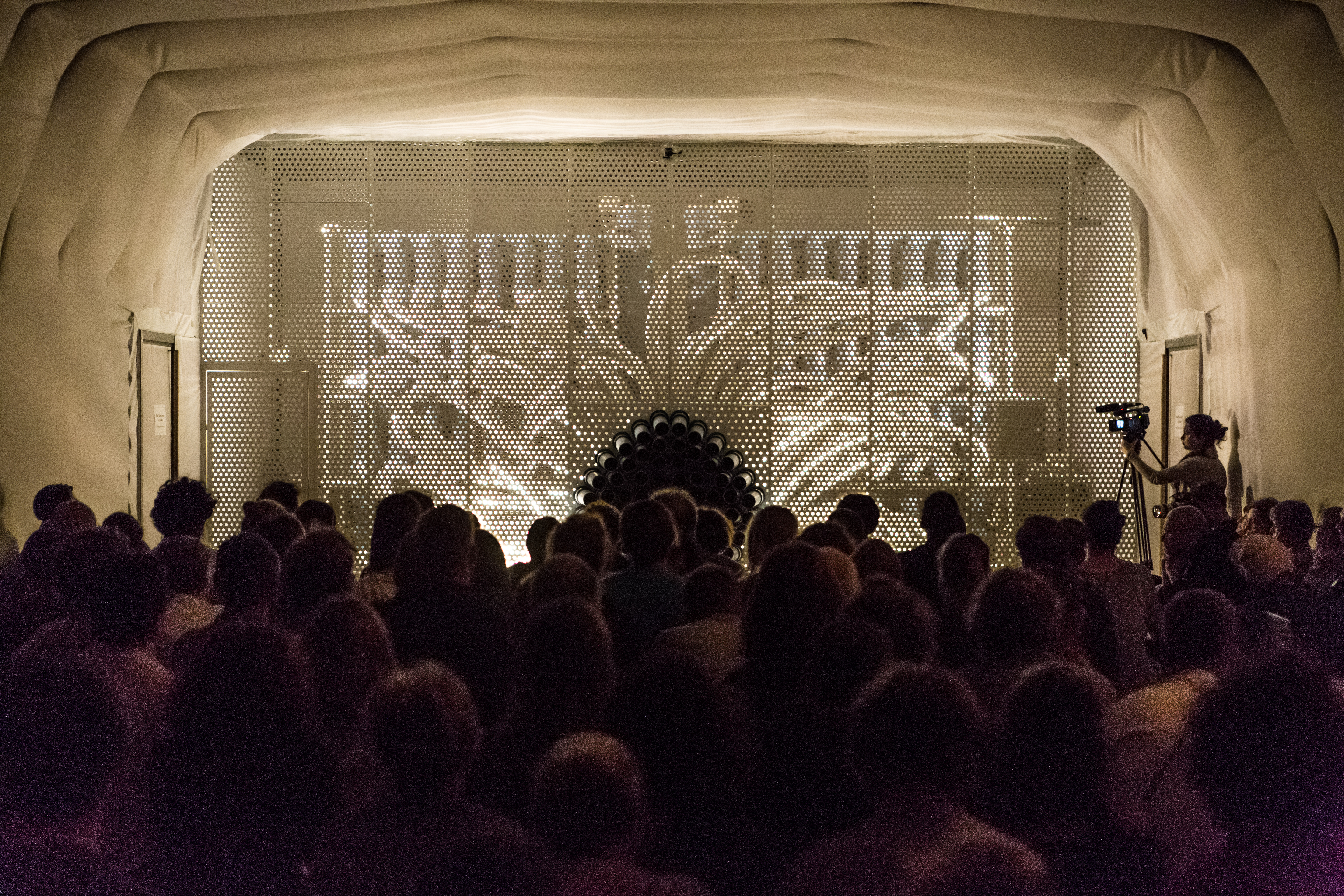
Der Smeller im Einsatz beim Geruchskunstfestival Osmodrama 2016

Smeller (seit 2012 Smeller 2.0) ist eine Installation des österreichischen Künstlers Wolfgang Georgsdorf, die als Instrument und Medium das Komponieren und präzise Aussenden bzw. Aufführen von komplexen Geruchssequenzen ermöglicht, welche auch mit gleichzeitig wiedergegebenen Klängen, Filmen, Sprechtexten, Tanz oder Theater synchronisiert werden können.

## Geschichte
Der erste mechanisch regelbare Prototyp einer Geruchsorgel wurde von Wolfgang Georgsdorf seit 1990 entwickelt und erstmals unter dem Namen Smeller 1.0 im Jahr 1996 im OÖ Landesmuseum gezeigt und betrieben. Georgsdorf verwirklichte damit eine von ihm Osmodrama genannte zeitbasierte Kunstform, um die Erforschung und performative Praxis olfaktiver sequenzieller Darbietungen zu ermöglichen. Das Instrument dient dabei zum Inszenieren, Programmieren, Aufnehmen und Wiedergeben von Gerüchen, Geruchsakkorden und Geruchssequenzen.
Der per MIDI spiel- bzw. steuerbare Smeller 2.0 wurde erstmals im Jahr 2012 in der Ausstellung „Sinnesrausch“ im OK-Zentrum für Gegenwartskunst im OÖ Kulturquartier in Linz der Öffentlichkeit vorgestellt. Georgsdorf kooperierte für die Entwicklung der einzelnen Geruchskomponenten mit dem Parfumeur Geza Schön. Am selben Ort wurde ein Jahr später der Geruchsfilm „NO(I)SE 1“ im Rahmen des Filmfestivals Crossing Europe uraufgeführt.
Im selben Jahr erhielt Georgsdorf für das Projekt Smeller 2.0 die österreichische Auszeichnung „Outstanding Artist Award für Interdisziplinarität“.
2016 stellte Georgsdorf Smeller 2.0 in Form der neunwöchigen Veranstaltung Osmodrama Berlin 2016 – Festival für Geruchskunst in Berlin vor. 2017 erhielt Wolfgang Georgsdorf für Osmodrama den Art and Olfaction Award in der Kategorie Experimental Work with Scent.

## Aufbau
Der Smeller ist eine Art Orgel, die aus Röhren und Kammern besteht. Er ist mit hunderten Laufmetern geruchstransportierenden Polypropylen-Rohren und Aluminiumschläuchen versehen, die genau dosierte Gerüche an einen kontinuierlich vorhandenen Luftstrom abgeben und somit Überlagerungen verschiedener Düfte vermeiden. Der Smeller wird in seiner aktuellen Darbietungsform Smeller 2.0 per Computer und MIDI-Tastatur betrieben.

## Neologismen
Georgsdorf hat durch diese Installation unter anderem folgende Begriffe im Bereich der olfaktiven Kunst geschaffen:
- Osmodrama: erzählende, zeitbasierte, olfaktive Kunstform
- Synosmien, Synolfien: Längere Kompositionen aus Gerüchen;  Gestaltete, gegliederte Abfolge olfaktiver Signale
- Smellodies: Kurze Abfolgen oder Kadenzen olfaktiver Signale, aus denen Synosmien bestehen
- Hauchmaul (oder auch „Daisy“): Die rosettenförmige Mündung des Strömungsleitelements von Smeller 2.0
- Kinetosmie: sich verändernder und sich bewegender Geruch
- Odience: Das Publikum einer Osmodrama-Aufführung; "Zuriecher" vs. Zuschauer; das olfaktorische Pendant zur "Audience" (von den Worten Odor und Audience abgeleitet)

## Synosmien (Synolfien) und Geruchsfilm
Folgende Werke wurden bisher mit dem Smeller 2.0 öffentlich aufgeführt:

### Synosmien
- „Häuserfugen“ (2012; Wolfgang Georgsdorf; 65 min.; Soundscapes und Scentscapes)
- „Eine Kindheit“ (2012; Wolfgang Georgsdorf; 77 min.; Soundscapes und Scentscapes)
- „Miniaturen“ (2012; Wolfgang Georgsdorf; 55 min.; Soundscapes und Scentscapes)
- „Stille Allee“(2012; Wolfgang Georgsdorf; 12 min.; Geruchssequenzen)
- „Fünf stumme Stücke“ (2012; Wolfgang Georgsdorf; 21 min.; Geruchssequenzen)
- Autocomplete (2016; Wolfgang Georgsdorf; 54 min.; Geruchssequenzen)
- Scenting Phill Niblocks Baobab (2016; Wolfgang Georgsdorf; 27 min.; Geruchssequenzen als „Scent-Drone“ zu Phill Nibblocks minimalistischem Stück „Baobab“ von 2013;)
- Orchestral Whifftracks (2016; Wolfgang Georgsdorf; 54 min.; Aufgezeichnete Live-Geruchssequenzen zu dem von W.Georgsdorf dirigierten Live-Konzert des Berlin Improvisers Orchestra)
- Neon Lizard (2016; Stephen Crowe / Wolfgang Georgsdorf; 8 min.; Kollaboration; Musikkomposition von Stephen Crowe für Violine und Electronics; synchrone Geruchskomposition von Wolfgang Georgsdorf; Solistin der Uraufführung: Aisha Orazbayeva)
- Find Warm Wind Farm (2016; Stephen Crowe / Wolfgang Georgsdorf; 18 min.; Kollaboration; Musikkomposition von Stephen Crowe für Klarinette und Waldhorn; synchrone Geruchskomposition von Wolfgang Georgsdorf; Musiker der Uraufführung: Tom Jackson und Samuel Stoll; Geruchssequenzen)
- „Osmodrama Versetzter Stein“ (2016; Wolfgang Georgsdorf / Nikola Madzirov; 30 min.; Live Osmdodrama als olfaktive Prologe und Epiloge von Wolfgang Georgsdorf an der Geruchsorgel Smeller 2.0 zur Lesung mehrerer Gedichte von Nikola Madzirovs Kinderroman „Geel Gras“, gelesen vom Autor)
- „Osmodrama Elefantinas Moskauer Jahre“ (2016; Wolfgang Georgsdorf / Julia Kissina; 30 min.; Aufgezeichnetes Live Osmdodrama szenensynchron von Wolfgang Georgsdorf an der Geruchsorgel Smeller 2.0 zur Lesung eines Kapitels von Julia Kissinas Roman „Elefantinas Moskauer Jahre“, gelesen von der Autorin)
- „Osmodrama Geel Gras“ (2016; Wolfgang Georgsdorf / Simon van der Geest; 30 min.; Aufgezeichnetes Live Osmdodrama szenensynchron von Wolfgang Georgsdorf an der Geruchsorgel Smeller 2.0 zur Lesung mehrerer Kapitel von Simon van der Geests Kinderroman „Geel Gras“, gelesen vom Autor)
- „Scentscapes and Soundscapes 1“ (2016; 60 min.; Carl Stone und Wolfgang Georgsdorf; Live Konzert von Audiokompositionen Carl Stones und Geruchssequenzen von Wolfgang Georgsdorf am Smeller 2.0)
- „Scentscapes and Soundscapes 2“ (2016; 45 min.; Sam Auinger und Wolfgang Georgsdorf; Live Konzert von Audiokompositionen Sam Auingers und Geruchssequenzen von Wolfgang Georgsdorf am Smeller 2.0)

### Geruchsfilme
- NO(I)SE 1 (2013; Wolfgang Georgsdorf; Geruch, Ton, Bild; szenensynchron; 24 min. Erster nativer Geruchsfilm für Smeller 2.0 als Experimentalfilm für Expanded Cinema)
- Edgar Reitz’ „Die andere Heimat“ als Osmodrama (2016; Wolfgang Georgsdorf; 240 min.; Szenensynchrone Geruchssequenzen zu Edgar Reitz' Filmepos von 2013)
- Omer Fasts „Continuity“ als Osmodrama (2016; Wolfgang Georgsdorf; 40 min.; Szenensynchrone Geruchssequenzen zu Omer Fasts Documenta13-Beitrag „Continuity“ von 2012)